# Abdelillah Nhaila
Abdelillah Nhaila (in arabo عبد الإله نحيلة‎?; 2 dicembre 1981) è un pugile marocchino.
Ha partecipato ai Giochi di Pechino 2008, gareggiando nella categoria dei Pesi mosca.